# Axel Lange

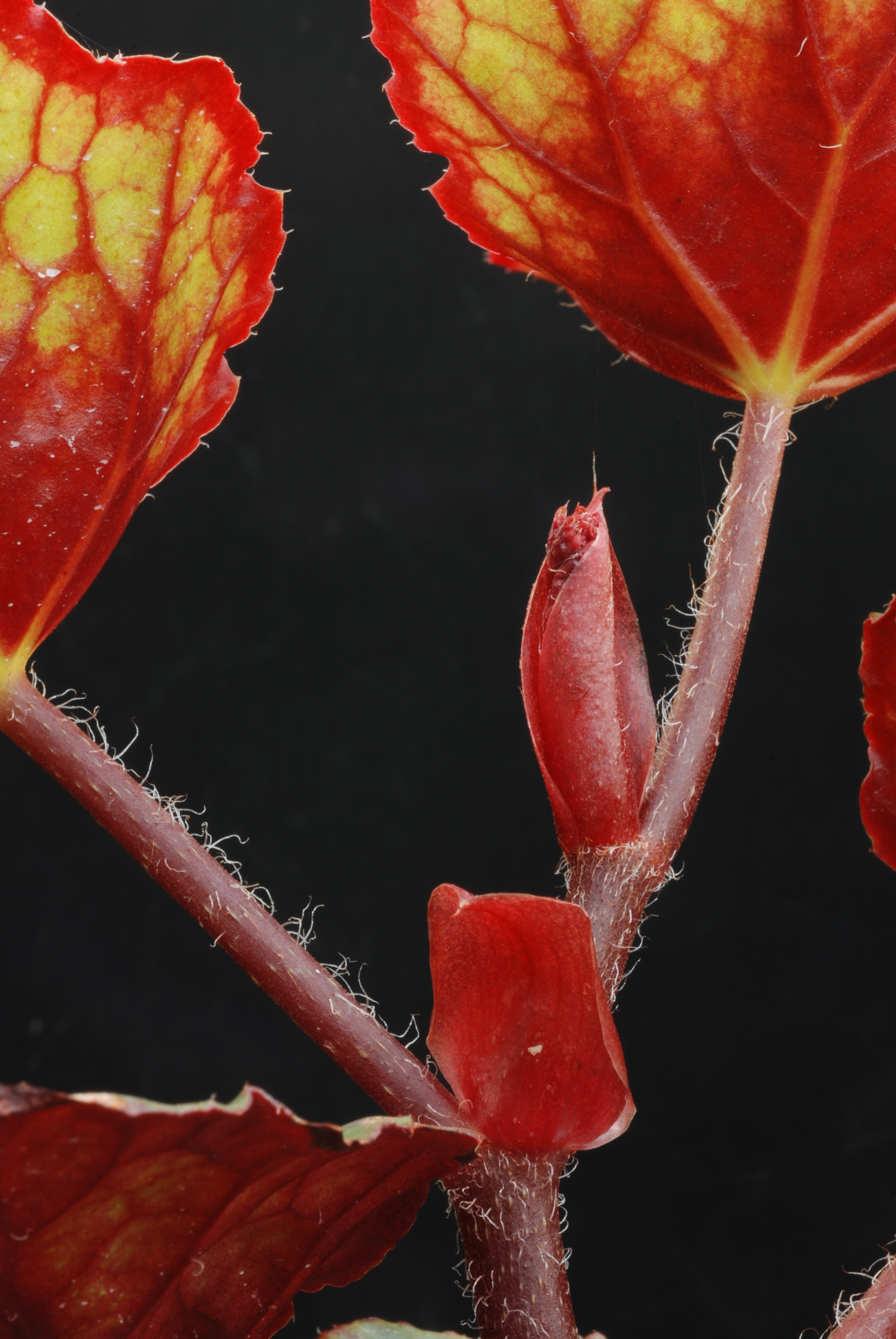
Begonian 'Axel Lange'

Axel Lange, född den 4 december 1871, död den 13 februari 1941, var en dansk hortonom verksam vid den Botaniska Trädgården i Köpenhamn. Han var son till botanikern Johan Lange.
Lange avlade examen i trädgårdsskötsel 1893 och fortsatte därefter sin utbildning i utlandet vid olika botaniska trädgårdar. Från november 1902 var han anställd vid universitetets botaniska trädgård i Köpenhamn, där han genomförde olika förbättringar, särskilt när det gällde stenpartierna och deras växtlighet. Tillsammans med Svend Bruun redigerade Lange Danmarks Havebrug og Gartneri til Aar 1919 (1920), där han själv skrev om trädgårdsskötsel under 1500-, 1600- och 1700-talen, botaniska trädgårdar och trädgårdslitteratur. Lange har också skrivit populärvetenskapliga artiklar om stenpartiväxter, vattenväxter, mossor och hängplantor.
Axel Lange fick 1943 en begonia uppkallad efter sig.